# Tàu điện ngầm Seoul tuyến 1
Tàu điện ngầm vùng thủ đô Seoul tuyến số 1 (Tiếng Hàn: 수도권 전철 1호선 Sudogwon jeoncheol ilhoseon, Hanja: 首都圈 電鐵 1號線) của Tàu điện ngầm Seoul, là một tuyến tàu điện ngầm nối trung tâm Seoul, Hàn Quốc đến Yeoncheon ở phía Đông Bắc, Incheon ở phía Tây Nam, và Sinchang thông qua Suwon và Cheonan ở phía Nam. Phần trung tâm của tuyến đường sắt này là phần tàu điện ngầm lâu đời nhất và dài nhất trong hệ thống tàu điện ngầm Seoul; toàn bộ tuyến đường sắt bao gồm một phần lớn Vùng thủ đô Seoul. Phần ở dưới lòng đất giữa Ga Seoul và Ga Cheongnyangni, được gọi là Tàu điện ngầm Seoul tuyến 1 (7,8 kilômét (4,8 mi)), hiện đang được quản lý bởi Tổng công ty Vận tải Seoul. Tuyến đầu tiên mở của vào 1974 là Đường sắt quốc gia Hàn Quốc của Seoul, một phần sử dụng ga đường sắt quốc gia từ Ga Seongbuk (hiện là: Ga đại học Kwangwoon) đến Incheon và Ga Suwon. Hiện nay, phần dưới lòng đất của Tuyến 1 quản lý bởi Tổng công ty Vận tải Seoul, có nhãn hiệu màu đỏ trên bản đồ. Mặc khác, phần còn lại của tuyến đường sắt được quản lý bởi Korail có nhãn hiệu màu xanh hoặc xám trên bản đồ, và tuyến tốc hành là màu đỏ. Vào năm 2000, liên tiếp thông qua các hoạt động tuyến Korail chính thức hợp lại như một phần của tuyến 1 lớn, và nhãn hiệu trên bản đồ được thay đổi sang màu xám xánh. Dịch vụ đường sắt đi lại gần đây đã được mở rộng từ Sinchang vào tháng 12 năm 2008. Màu được sử dụng cho tuyến là màu ■ Chàm
Dịch vụ thường xuyên được cung cấp giữa Yeoncheon, Dongducheon, Uijeongbu, Cheongnyangni, Seoul, Yongsan, và Guro, nơi tàu được phân chia giữa Incheon ở phía Tây và Byeongjeom, Cheonan ở phía Nam. Tàu tốc hành từ Yongsan và Ga Seoul đến Dongincheon và Ga Cheonan.
Xe lửa du lịch cùng Gyeongbu (Seoul-Cheonan), Gyeongin (Guro-Incheon), Janghang (Cheonan-Sinchang) và Gyeongwon (Hoegi-Yeoncheon).
Vào tháng 6 năm 2006, Ga Jinwi và Jije được mở trên tuyến Gyeongbu. Vào tháng 1 năm 2010 Ga Dangjeong được mở cửa, giữa ga Gunpo và Uiwang. Một phần của tuyến Gyeongwon từ Dongducheon (trước là Dongan) đến Uijeongbu được sáp nhập vào Tuyến 1 từ tháng 12 năm 2006.
Tuyến chạy bên phía tay trái của đường ray, nhưng ngược lại là tay phải như tất cả các tàu điện ngầm Seoul khác.

## Dòng lịch sử

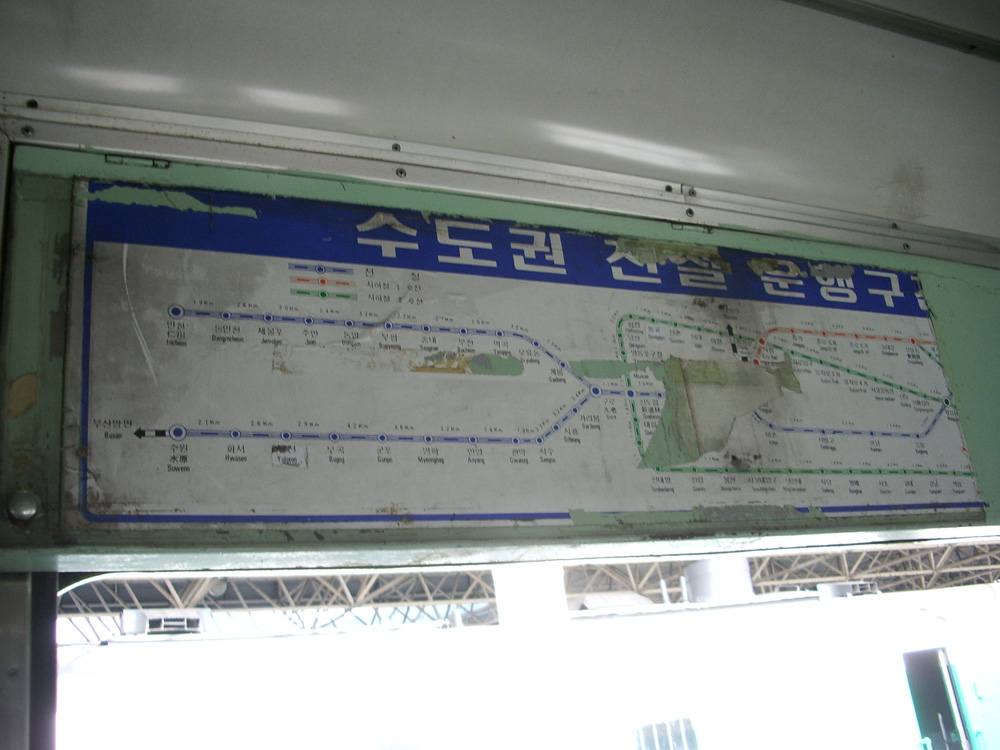
Bản đồ tàu điện ngầm Seoul trước 1980, cho thấy Korail quản lý Tuyến 1 màu xanh và bên dưới lòng đất là màu đỏ.

1974
15 tháng 8: Tuyến 1 chính thức mở cửa với 9 nhà ga từ Seoul đến Cheongnyangni (7,8 kilômét (4,8 mi)), tạo nên hệ thống 28 nhà ga (không bao gồm 9 ga metro) trên tuyến đường sắt quốc gia từ Ga Seongbuk (hiện là: Ga đại học Kwangwoon, ga cuối phía Bắc) đến Ga Incheon và Ga Suwon. Korail có nghĩa là Đường sắt Quốc gia Hàn Quốc, với Tuyến 1 chỉ từ phần Seoul–Cheongnyangni.
1979
1 tháng 2: Mở cửa Ga Yuljeon.
1980
5 tháng 1: Mở cửa Ga Sinimun.
1 tháng 4: Mở cửa ga Seobinggo, Hannam và Hoegi (hiện là một phần của tuyến Jungang).
1982
2 tháng 8: Mở cửa Ga Seoksu.
1984
1 tháng 1: Ga Yuljeon đổi tên thành Ga Seongdae-ap.
22 tháng 5: Mở cửa Ga Sindorim.
20 tháng 11: Mở cửa Ga Baegun.
1985
14 tháng 1: Mở cửa Ga Seokgye.
22 tháng 8: Mở cửa Ga Wolgye và Nokcheon.
18 tháng 10: Mở cửa Ga Oksu (là một phần của tuyến Jungang).
1986
22 tháng 9: 6 ga từ Uijeongbu đến Chang-dong được đưa vào tuyến 1 như một phần mở rộng về phía Bắc.
1987
5 tháng 10: Mở cửa Ga Uijeongbu Bukbu.
31 tháng 12: Mở cửa Ga Jung-dong.
1988
16 tháng 1: Mở cửa Ga Onsu.
25 tháng 10: Mở cửa Ga Geumjeong.
1994
11 tháng 7: Mở cửa ga Ganseok và Dowon.
1 tháng 12: Ga Seongdae-ap đổi tên thành Đại học Sungkyunkwan.
1995
16 tháng 2: Mở cửa Ga Guil.
1996
1 tháng 1: Ga Hwigyeong đổi tên thành Ga đại học ngoại ngữ Hankuk
28 tháng 3: Mở cửa Ga Bugae.
1997
30 tháng 4: Mở cửa Ga Sosa.
1998
7 tháng 1: Mở cửa Ga Singil và Doksan.
2000
Đường sắt quốc gia Hàn Quốc và Tuyến 1 được đưa vào như Tàu điện ngầm Seoul tuyến 1.
2001
30 tháng 11: Mở cửa Ga Dohwa.
2003
30 tháng 4: Seryu và Byeongjeom được đưa vào tuyến 1 như một phần mở rộng về phía Nam.
2004
25 tháng 8: Ga Bugok đổi tên thành Ga Uiwang.
2005
20 tháng 1: 8 ga từ Byeongjeom đến Cheonan được đưa vào tuyến 1 như một phần mở rộng về phía Nam.
21 tháng 12: Mở cửa Ga Dongmyo.
27 tháng 12: Mở cửa ga Sema và Đại học Osan.
2006
30 tháng 6: Mở cửa ga Jinwi và Jije.
1 tháng 7: Ga Garibong đổi tên thành Gasan Digital Complex.
15 tháng 12: 8 ga từ Soyosan đến Uijeongbu Bukbu được đưa vào tuyến 1 như một phần mở rộng về phía Bắc; một tuyến đến Ga Gwangmyeong được tạo ra; Ga Uijeongbu Bukbu đổi tên thành Ganeung.
2007
28 tháng 12: Mở cửa Ga Deokgye.
2008
Tháng 12: 6 ga từ Cheonan đến Sinchang được đưa vào tuyến 1 như một phần mở rộng về phía Nam; Ga Siheung đổi tên thành Văn phòng Geumcheon-gu.
2010
21 tháng 1: Mở cửa Ga Dangjeong.
26 tháng 2: Mở cửa Ga Seodongtan.

## Tàu tốc hành
Korail quản lý Tàu tốc hành (급행전철) dịch vụ đường dài trên Tuyến 1. Các dịch vụ bao gồm:
- Tuyến dịch vụ tốc hành Gyeongin từ Yongsan đến Dongincheon, chuyến tốc hành giữa Guro và Dongincheon (mặc dù có một chuyến tàu đêm cuối tuần từ Yangju và tất cả các chuyến đến Incheon và chuyến tốc hành giũa Guro đến Dongincheon). Dịch vụ này được giới thiệu vào 29 tháng 1 năm 1999.
- Tuyến dịch vụ tốc hành Gyeongwon từ Dongducheon (mặc dù có một số tàu đi từ Soyosan) đến Incheon, chuyến tốc hành giữa Dongducheon và Đại học Kwangwoon và chuyến tàu địa phương giữa Incheon và Đại học Kwangwoon.
- Tuyến dịch vụ tốc hành Gyeongbu, bao gồm:
  - Yongsan-Cheonan (dịch vụ tốc hành "A" và "B"), với dịch vụ tốc hành "B" thì điểm dừng ít hơn dịch vụ "A".
  - Seoul Station-Cheonan (tốc hành xanh lá), bỏ qua tất cả nhà ga từ Ga Seoul đến Ga văn phòng Geumcheon-gu, nó là điểm dừng trung gian tại Anyang, Gunpo, và Uiwang sau đó tiếp tục lộ trình của dịch vụ tốc hành "A". Dịch vụ này được giới thiệu vào 20 tháng 10 năm 1982.
  - Yeongdeungpo-Byeongjeom (dịch vụ tốc hành "C"), bỏ qua tất cả nhà ga từ Yeongdeungpo và Anyang sau đó tiếp tục lộ trình của dịch vụ tốc hành "A" đến Byeongjeom. Dịch vụ này được giới thiệu vào 25 tháng 8 năm 2014.

## Bản đồ tuyến
|  |  |

|  |  |

|  |  |

|  |  |

|  |  |

|  |  |  |  |

|  |  |

|  |  |

|  |  |

|  |  |

|  |  |

|  |  |

|  |  |

|  |  |

|  |  |  |  |

|  |  |

|  |  |

|  |  |

|  |  |

|  |  |

|  |  |

|  |  |

|  |  |

|  |  |

|  |  |  |

|  |  |  |

|  |  |  |

|  |

|  |

|  |

|  |

|  |  |  |

|  |  |  |

|  |  |  |  |  |  |  |  |  |

|  |  |  |

|  |  |  |

|  |

|  |

|  |

|  |

|  |

|  |  |  |

|  |

|  |  |  |

|  |  |  |  |  |

|  |  |  |

|  |  |  |

|  |  |  |

|  |  |  |  |  |

|  |  |  |  |  |

|  |  |  |  |  |

|  |  |  |  |  |  |  |

|  |  |  |  |  |  |  |

|  |  |  |  |  |  |  |

|  |  |  |  |  |  |  |

|  |  |  |  |  |  |  |

|  |  |  |  |  |  |  |  |

|  |  |  |  |  |

|  |  |  |  |  |

|  |  |  |  |  |

|  |  |  |  |  |

|  |  |  |  |  |

|  |  |  |  |  |

|  |  |  |  |  |

|  |  |  |  |  |

|  |  |  |  |  |

|  |  |  |  |  |

|  |  |  |  |  |

|  |  |  |  |  |

|  |  |  |  |  |

|  |  |  |  |  |

|  |  |  |  |  |

|  |  |  |  |  |

|  |  |  |  |  |

|  |  |  |

|  |  |  |

|  |  |  |

|  |  |  |

|  |  |  |

|  |  |  |

|  |  |  |

|  |  |  |

|  |  |  |  |  |

|  |  |  |

|  |  |  |

|  |  |  |

|  |  |  |

|  |  |  |

|  |  |  |

|  |  |  |

|  |  |  |

|  |  |  |

|  |  |  |

|  |  |  |

|  |  |  |

|  |

|  |

|  |

|  |  |  |

|  |  |  |

|  |  |  |

|  |

|  |

|  |  |

|  |  |

|  |  |

|  |  |

|  |  |

|  |  |  |  |

|  |  |

|  |  |

|  |  |

|  |  |

|  |  |

|  |  |

|  |  |

|  |  |

|  |  |  |  |

|  |  |

|  |  |

|  |  |

|  |  |

|  |  |

|  |  |

|  |  |

|  |  |

|  |  |

|  |  |  |

|  |  |  |

|  |  |  |

|  |

|  |

|  |

|  |

|  |  |  |

|  |  |  |

|  |  |  |  |  |  |  |  |  |

|  |  |  |

|  |  |  |

|  |

|  |

|  |

|  |

|  |

|  |  |  |

|  |

|  |  |  |

|  |  |  |  |  |

|  |  |  |

|  |  |  |

|  |  |  |

|  |  |  |  |  |

|  |  |  |  |  |

|  |  |  |  |  |

|  |  |  |  |  |  |  |

|  |  |  |  |  |  |  |

|  |  |  |  |  |  |  |

|  |  |  |  |  |  |  |

|  |  |  |  |  |  |  |

|  |  |  |  |  |  |  |  |

|  |  |  |  |  |

|  |  |  |  |  |

|  |  |  |  |  |

|  |  |  |  |  |

|  |  |  |  |  |

|  |  |  |  |  |

|  |  |  |  |  |

|  |  |  |  |  |

|  |  |  |  |  |

|  |  |  |  |  |

|  |  |  |  |  |

|  |  |  |  |  |

|  |  |  |  |  |

|  |  |  |  |  |

|  |  |  |  |  |

|  |  |  |  |  |

|  |  |  |  |  |

|  |  |  |

|  |  |  |

|  |  |  |

|  |  |  |

|  |  |  |

|  |  |  |

|  |  |  |

|  |  |  |

|  |  |  |  |  |

|  |  |  |

|  |  |  |

|  |  |  |

|  |  |  |

|  |  |  |

|  |  |  |

|  |  |  |

|  |  |  |

|  |  |  |

|  |  |  |

|  |  |  |

|  |  |  |

|  |

|  |

|  |

|  |  |  |

|  |  |  |

|  |  |  |

|  |

|  |

## Ga
Tuyến địa phương:
- Yeoncheon, Dongducheon, hoặc Yangju — Incheon
- Đại học Kwangwoon hoặc Cheongnyangni — Cheonan, Sinchang, hoặc Seodongtan
- Yeongdeungpo — Gwangmyeong

Tuyến tốc hành:
| Ký hiệu | Chú thích                        | Chú thích                           |
| Ký hiệu | Tuyến                            | Đoạn tuyến                          |
| ------- | -------------------------------- | ----------------------------------- |
| GI LE   | Tuyến tốc hành Gyeongin đặc biệt | Yongsan ~ Dongincheon               |
| GI      | Tuyến tốc hành Gyeongin          | Yongsan ~ Dongincheon               |
| GW      | Tuyến tốc hành Gyeongwon         | Soyosan ~ Đại học Kwangwoon/Incheon |
| GB A    | Tuyến tốc hành Gyeongbu          | Cheongnyangni ~ Cheonan/Sinchang    |
| GB B    | Tuyến tốc hành Gyeongbu          | Seoul ~ Cheonan/Sinchang            |

Chú thích:
| ●  | Dừng lại ở nhà ga       |
| ｜ | Không dừng lại ở nhà ga |
| ○  | Dịch vụ hạn chế         |

### Tuyến Gyeongin, Tuyến Gyeongwon (Yeoncheon ↔ Incheon)
| Tuyến                          | Số ga | Tên ga                                                    | Tên ga                           | Tên ga     | Tốc hành         | Tốc hành         | Tốc hành | Tốc hành         | Tốc hành         | Chuyển tuyến                                                             | Khoảng cách | Tổng khoảng cách | Vị trí      | Vị trí          |
| Tuyến                          | Số ga | Tiếng Anh                                                 | Hangul                           | Hanja      | GI LE            | GI               | GW       | GB A             | GB B             | Chuyển tuyến                                                             | Khoảng cách | Tổng khoảng cách | Vị trí      | Vị trí          |
| ------------------------------ | ----- | --------------------------------------------------------- | -------------------------------- | ---------- | ---------------- | ---------------- | -------- | ---------------- | ---------------- | ------------------------------------------------------------------------ | ----------- | ---------------- | ----------- | --------------- |
| Tuyến Gyeongwon                | 100-3 | Yeoncheon                                                 | 연천                             | 漣川       | Không có dịch vụ | Không có dịch vụ |          | Không có dịch vụ | Không có dịch vụ |                                                                          | 0.0         | 0.0              | Gyeonggi-do | Yeoncheon-gun   |
| Tuyến Gyeongwon                | 100-2 | Jeongok                                                   | 전곡                             | 全谷       | Không có dịch vụ | Không có dịch vụ |          | Không có dịch vụ | Không có dịch vụ |                                                                          | 8.7         | 8.7              | Gyeonggi-do | Yeoncheon-gun   |
| Tuyến Gyeongwon                | 100-1 | Cheongsan                                                 | 청산                             | 靑山       | Không có dịch vụ | Không có dịch vụ |          | Không có dịch vụ | Không có dịch vụ |                                                                          | 3.3         | 12.0             | Gyeonggi-do | Yeoncheon-gun   |
| Tuyến Gyeongwon                | 100   | Soyosan                                                   | 소요산                           | 逍遙山     | Không có dịch vụ | Không có dịch vụ | ●        | Không có dịch vụ | Không có dịch vụ |                                                                          | 5.8         | 17.8             | Gyeonggi-do | Dongducheon-si  |
| Tuyến Gyeongwon                | 101   | Dongducheon                                               | 동두천                           | 東豆川     | Không có dịch vụ | Không có dịch vụ | ●        | Không có dịch vụ | Không có dịch vụ |                                                                          | 2.5         | 20.3             | Gyeonggi-do | Dongducheon-si  |
| Tuyến Gyeongwon                | 102   | Bosan                                                     | 보산                             | 保山       | Không có dịch vụ | Không có dịch vụ | ｜       | Không có dịch vụ | Không có dịch vụ |                                                                          | 1.6         | 21.9             | Gyeonggi-do | Dongducheon-si  |
| Tuyến Gyeongwon                | 103   | Dongducheon Jungang                                       | 동두천중앙                       | 東豆川中央 | Không có dịch vụ | Không có dịch vụ | ●        | Không có dịch vụ | Không có dịch vụ |                                                                          | 1.4         | 23.3             | Gyeonggi-do | Dongducheon-si  |
| Tuyến Gyeongwon                | 104   | Jihaeng                                                   | 지행                             | 紙杏       | Không có dịch vụ | Không có dịch vụ | ●        | Không có dịch vụ | Không có dịch vụ |                                                                          | 1.0         | 24.3             | Gyeonggi-do | Dongducheon-si  |
| Tuyến Gyeongwon                | 105   | Deokjeong (Đại học Seojeong)                              | 덕정 (서정대학교)                | 德亭       | Không có dịch vụ | Không có dịch vụ | ●        | Không có dịch vụ | Không có dịch vụ |                                                                          | 5.6         | 29.9             | Gyeonggi-do | Yangju-si       |
| Tuyến Gyeongwon                | 106   | Deokgye                                                   | 덕계                             | 德溪       | Không có dịch vụ | Không có dịch vụ | ｜       | Không có dịch vụ | Không có dịch vụ |                                                                          | 2.9         | 32.8             | Gyeonggi-do | Yangju-si       |
| Tuyến Gyeongwon                | 107   | Yangju (Đại học Kyungdong)                                | 양주 (경동대)                    | 楊州       | Không có dịch vụ | Không có dịch vụ | ●        | Không có dịch vụ | Không có dịch vụ |                                                                          | 5.3         | 38.1             | Gyeonggi-do | Yangju-si       |
| Tuyến Gyeongwon                | 108   | Nogyang                                                   | 녹양                             | 綠楊       | Không có dịch vụ | Không có dịch vụ | ｜       | Không có dịch vụ | Không có dịch vụ |                                                                          | 1.6         | 39.7             | Gyeonggi-do | Uijeongbu-si    |
| Tuyến Gyeongwon                | 109   | Ganeung                                                   | 가능                             | 佳陵       | Không có dịch vụ | Không có dịch vụ | ｜       | Không có dịch vụ | Không có dịch vụ |                                                                          | 1.3         | 41.0             | Gyeonggi-do | Uijeongbu-si    |
| Tuyến Gyeongwon                | 110   | Uijeongbu                                                 | 의정부                           | 議政府     | Không có dịch vụ | Không có dịch vụ | ●        | Không có dịch vụ | Không có dịch vụ |                                                                          | 1.2         | 42.2             | Gyeonggi-do | Uijeongbu-si    |
| Tuyến Gyeongwon                | 111   | Hoeryong                                                  | 회룡                             | 回龍       | Không có dịch vụ | Không có dịch vụ | ●        | Không có dịch vụ | Không có dịch vụ | (U111)                                                                   | 1.6         | 43.8             | Gyeonggi-do | Uijeongbu-si    |
| Tuyến Gyeongwon                | 112   | Mangwolsa (Đại học Shinhan cơ sỏ 1)                       | 망월사 (신한대 제1캠퍼스)        | 望月寺     | Không có dịch vụ | Không có dịch vụ | ｜       | Không có dịch vụ | Không có dịch vụ |                                                                          | 1.4         | 45.2             | Gyeonggi-do | Uijeongbu-si    |
| Tuyến Gyeongwon                | 113   | Dobongsan                                                 | 도봉산                           | 道峰山     | Không có dịch vụ | Không có dịch vụ | ●        | Không có dịch vụ | Không có dịch vụ | (710)                                                                    | 2.3         | 47.5             | Seoul       | Dobong-gu       |
| Tuyến Gyeongwon                | 114   | Dobong                                                    | 도봉                             | 道峰       | Không có dịch vụ | Không có dịch vụ | ｜       | Không có dịch vụ | Không có dịch vụ |                                                                          | 1.2         | 48.7             | Seoul       | Dobong-gu       |
| Tuyến Gyeongwon                | 115   | Banghak (Văn phòng Dobong-gu)                             | 방학 (도봉구청)                  | 放鶴       | Không có dịch vụ | Không có dịch vụ | ｜       | Không có dịch vụ | Không có dịch vụ |                                                                          | 1.3         | 50.0             | Seoul       | Dobong-gu       |
| Tuyến Gyeongwon                | 116   | Chang-dong                                                | 창동                             | 倉洞       | Không có dịch vụ | Không có dịch vụ | ●        | Không có dịch vụ | Không có dịch vụ | (412)                                                                    | 1.7         | 51.7             | Seoul       | Dobong-gu       |
| Tuyến Gyeongwon                | 117   | Nokcheon                                                  | 녹천                             | 鹿川       | Không có dịch vụ | Không có dịch vụ | ｜       | Không có dịch vụ | Không có dịch vụ |                                                                          | 1.0         | 52.7             | Seoul       | Dobong-gu       |
| Tuyến Gyeongwon                | 118   | Wolgye (Đại học Induk)                                    | 월계 (인덕대학)                  | 月溪       | Không có dịch vụ | Không có dịch vụ | ｜       | Không có dịch vụ | Không có dịch vụ |                                                                          | 1.4         | 54.1             | Seoul       | Nowon-gu        |
| Tuyến Gyeongwon                | 119   | Đại học Kwangwoon                                         | 광운대                           | 光云大     | Không có dịch vụ | Không có dịch vụ | ●        | Không có dịch vụ | Không có dịch vụ | (119) (Một phần các ngày trong tuần)                                     | 1.1         | 55.2             | Seoul       | Nowon-gu        |
| Tuyến Gyeongwon                | 120   | Seokgye                                                   | 석계                             | 石溪       | Không có dịch vụ | Không có dịch vụ | ●        | Không có dịch vụ | Không có dịch vụ | (644)                                                                    | 1.1         | 56.3             | Seoul       | Nowon-gu        |
| Tuyến Gyeongwon                | 121   | Sinimun (Đại học Nghệ thuật Quốc gia Hàn Quốc)            | 신이문 (한국예술종합학교)        | 新里門     | Không có dịch vụ | Không có dịch vụ | ●        | Không có dịch vụ | Không có dịch vụ |                                                                          | 1.4         | 57.7             | Seoul       | Dongdaemun-gu   |
| Tuyến Gyeongwon                | 122   | Đại học Ngoại ngữ Hankuk                                  | 외대앞                           | 外大앞     | Không có dịch vụ | Không có dịch vụ | ●        | Không có dịch vụ | Không có dịch vụ |                                                                          | 0.8         | 58.5             | Seoul       | Dongdaemun-gu   |
| Tuyến Gyeongwon                | 123   | Hoegi                                                     | 회기                             | 回基       | Không có dịch vụ | Không có dịch vụ | ●        | Không có dịch vụ | Không có dịch vụ | (K118) (K118) (Một phần)                                                 | 0.8         | 59.3             | Seoul       | Dongdaemun-gu   |
| Tàu điện ngầm Seoul tuyến số 1 | 124   | Cheongnyangni (Đại học Seoul)                             | 청량리(서울시립대입구)           | 淸凉里     | Không có dịch vụ | Không có dịch vụ | ●        | ●                | Không có dịch vụ | (K117) (K117) (Một phần) (K209) (Một phần) Tuyến Gyeongwon Tuyến Jungang | 1.4         | 60.7             | Seoul       | Dongdaemun-gu   |
| Tàu điện ngầm Seoul tuyến số 1 | 125   | Jegidong (Hiệp hội Quản lý Y tế Hàn Quốc)                 | 제기동 (한국건강관리협회)        | 祭基洞     | Không có dịch vụ | Không có dịch vụ | ●        | ●                | Không có dịch vụ |                                                                          | 1.0         | 61.7             | Seoul       | Dongdaemun-gu   |
| Tàu điện ngầm Seoul tuyến số 1 | 126   | Sinseol-dong                                              | 신설동 (서울풍물시장)            | 新設洞     | Không có dịch vụ | Không có dịch vụ | ●        | ●                | Không có dịch vụ | (211-4) (Tuyến nhánh Seongsu) (S122)                                     | 0.9         | 62.6             | Seoul       | Dongdaemun-gu   |
| Tàu điện ngầm Seoul tuyến số 1 | 127   | Dongmyo                                                   | 동묘앞                           | 東廟앞     | Không có dịch vụ | Không có dịch vụ | ●        | ●                | Không có dịch vụ | (636)                                                                    | 0.7         | 63.3             | Seoul       | Jongno-gu       |
| Tàu điện ngầm Seoul tuyến số 1 | 128   | Dongdaemun                                                | 동대문                           | 東大門     | Không có dịch vụ | Không có dịch vụ | ●        | ●                | Không có dịch vụ | (421)                                                                    | 0.6         | 63.9             | Seoul       | Jongno-gu       |
| Tàu điện ngầm Seoul tuyến số 1 | 129   | Jongno 5(o)-ga                                            | 종로5가                          | 鍾路5街    | Không có dịch vụ | Không có dịch vụ | ●        | ●                | Không có dịch vụ |                                                                          | 0.8         | 64.7             | Seoul       | Jongno-gu       |
| Tàu điện ngầm Seoul tuyến số 1 | 130   | Jongno 3 (sam)-ga                                         | 종로3가                          | 鍾路3街    | Không có dịch vụ | Không có dịch vụ | ●        | ●                | Không có dịch vụ | (329) (534)                                                              | 0.9         | 65.6             | Seoul       | Jongno-gu       |
| Tàu điện ngầm Seoul tuyến số 1 | 131   | Jonggak (Ngân hàng Standard Chartered Hàn Quốc)           | 종각 (SC제일은행)                | 鐘閣       | Không có dịch vụ | Không có dịch vụ | ●        | ●                | Không có dịch vụ |                                                                          | 0.8         | 66.4             | Seoul       | Jongno-gu       |
| Tàu điện ngầm Seoul tuyến số 1 | 132   | Tòa thị chính                                             | 시청                             | 市廳       | Không có dịch vụ | Không có dịch vụ | ●        | ●                | Không có dịch vụ | (201)                                                                    | 1.0         | 67.4             | Seoul       | Jung-gu         |
| Tàu điện ngầm Seoul tuyến số 1 | 133   | Ga Seoul                                                  | 서울역                           | 서울驛     | Không có dịch vụ | Không có dịch vụ | ●        | ●                | ●                | (426) (A01) (P131) Tuyến Gyeongui (X106)                                 | 1.1         | 68.5             | Seoul       | Jung-gu         |
| Tuyến Gyeongbu                 | 134   | Namyeong                                                  | 남영                             | 南營       | Không có dịch vụ | Không có dịch vụ | ●        | ●                | ｜               |                                                                          | 1.7         | 70.2             | Seoul       | Yongsan-gu      |
| Tuyến Gyeongbu                 | 135   | Yongsan                                                   | 용산                             | 龍山       | ●                | ●                | ●        | ●                | ｜               | (K110)                                                                   | 1.5         | 71.7             | Seoul       | Yongsan-gu      |
| Tuyến Gyeongbu                 | 136   | Noryangjin                                                | 노량진                           | 鷺梁津     | ●                | ●                | ●        | ●                | ｜               | (917)                                                                    | 2.6         | 74.3             | Seoul       | Dongjak-gu      |
| Tuyến Gyeongbu                 | 137   | Daebang (Bệnh viện Sungae)                                | 대방(성애병원)                   | 大方       | ｜               | ●                | ●        | ●                | ｜               | (S402)                                                                   | 1.5         | 75.8             | Seoul       | Yeongdeungpo-gu |
| Tuyến Gyeongbu                 | 138   | Singil                                                    | 신길                             | 新吉       | ｜               | ●                | ●        | ●                | ｜               | (525)                                                                    | 0.8         | 76.6             | Seoul       | Yeongdeungpo-gu |
| Tuyến Gyeongbu                 | 139   | Yeongdeungpo                                              | 영등포                           | 永登浦     | ●                | ●                | ●        | ●                | ●                |                                                                          | 1.0         | 77.6             | Seoul       | Yeongdeungpo-gu |
| Tuyến Gyeongbu                 | 140   | Sindorim                                                  | 신도림                           | 新道林     | ●                | ●                | ●        | ●                | ｜               | (234)                                                                    | 1.5         | 79.1             | Seoul       | Guro-gu         |
| Tuyến Gyeongin                 | 141   | Guro                                                      | 구로                             | 九老       | ●                | ●                | ●        | ●                | ｜               | (Tuyến Gyeongbu) (Hướng đi Gwangmyeong · Seodongtan · Sinchang)          | 1.1         | 80.2             | Seoul       | Guro-gu         |
| Tuyến Gyeongin                 | 142   | Guil (Đại học Dongyang Mirae)                             | 구일 (동양미래대학)              | 九一       | ｜               | ｜               | ●        | Không có dịch vụ | Không có dịch vụ |                                                                          | 1.4         | 81.6             | Seoul       | Guro-gu         |
| Tuyến Gyeongin                 | 143   | Gaebong                                                   | 개봉                             | 開峰       | ｜               | ●                | ●        | Không có dịch vụ | Không có dịch vụ |                                                                          | 1.0         | 82.6             | Seoul       | Guro-gu         |
| Tuyến Gyeongin                 | 144   | Oryu-dong                                                 | 오류동                           | 梧柳洞     | ｜               | ｜               | ●        | Không có dịch vụ | Không có dịch vụ |                                                                          | 1.3         | 83.9             | Seoul       | Guro-gu         |
| Tuyến Gyeongin                 | 145   | Onsu (Lối vào Đại học Sungkonghoe)                        | 온수 (성공회대입구)              | 溫水       | ｜               | ｜               | ●        | Không có dịch vụ | Không có dịch vụ | (750)                                                                    | 1.9         | 85.8             | Seoul       | Guro-gu         |
| Tuyến Gyeongin                 | 146   | Yeokgok (Đại học Công giáo)                               | 역곡 (가톨릭대)                  | 驛谷       | ●                | ●                | ●        | Không có dịch vụ | Không có dịch vụ |                                                                          | 1.3         | 87.1             | Gyeonggi-do | Bucheon-si      |
| Tuyến Gyeongin                 | 147   | Sosa (Đại học Thần học Seoul)                             | 소사 (서울신대)                  | 素砂       | ｜               | ｜               | ●        | Không có dịch vụ | Không có dịch vụ | (S16)                                                                    | 1.5         | 88.6             | Gyeonggi-do | Bucheon-si      |
| Tuyến Gyeongin                 | 148   | Bucheon (Đại học Bucheon)                                 | 부천 (부천대학교)                | 富川       | ●                | ●                | ●        | Không có dịch vụ | Không có dịch vụ |                                                                          | 1.1         | 89.7             | Gyeonggi-do | Bucheon-si      |
| Tuyến Gyeongin                 | 149   | Jung-dong                                                 | 중동                             | 中洞       | ｜               | ｜               | ●        | Không có dịch vụ | Không có dịch vụ |                                                                          | 1.7         | 91.4             | Gyeonggi-do | Bucheon-si      |
| Tuyến Gyeongin                 | 150   | Songnae                                                   | 송내                             | 松內       | ●                | ●                | ●        | Không có dịch vụ | Không có dịch vụ |                                                                          | 1.0         | 92.4             | Gyeonggi-do | Bucheon-si      |
| Tuyến Gyeongin                 | 151   | Bugae                                                     | 부개                             | 富開       | ｜               | ｜               | ●        | Không có dịch vụ | Không có dịch vụ |                                                                          | 1.2         | 93.6             | Incheon     | Bupyeong-gu     |
| Tuyến Gyeongin                 | 152   | Bupyeong (Bệnh viện Đại học Công giáo Incheon St. Mary's) | 부평 (가톨릭대 인천성모병원)     | 富平       | ●                | ●                | ●        | Không có dịch vụ | Không có dịch vụ | (I120)                                                                   | 1.5         | 95.1             | Incheon     | Bupyeong-gu     |
| Tuyến Gyeongin                 | 153   | Baegun                                                    | 백운                             | 白雲       | ｜               | ｜               | ●        | Không có dịch vụ | Không có dịch vụ |                                                                          | 1.7         | 96.8             | Incheon     | Bupyeong-gu     |
| Tuyến Gyeongin                 | 154   | Dongam                                                    | 동암                             | 銅岩       | ｜               | ●                | ●        | Không có dịch vụ | Không có dịch vụ |                                                                          | 1.5         | 98.3             | Incheon     | Bupyeong-gu     |
| Tuyến Gyeongin                 | 155   | Ganseok                                                   | 간석                             | 間石       | ｜               | ｜               | ●        | Không có dịch vụ | Không có dịch vụ |                                                                          | 1.2         | 99.5             | Incheon     | Namdong-gu      |
| Tuyến Gyeongin                 | 156   | Juan                                                      | 주안                             | 朱安       | ●                | ●                | ●        | Không có dịch vụ | Không có dịch vụ | (I218)                                                                   | 1.2         | 100.7            | Incheon     | Michuhol-gu     |
| Tuyến Gyeongin                 | 157   | Dohwa                                                     | 도화                             | 道禾       | ｜               | ｜               | ●        | Không có dịch vụ | Không có dịch vụ |                                                                          | 1.0         | 101.7            | Incheon     | Michuhol-gu     |
| Tuyến Gyeongin                 | 158   | Jemulpo (Cơ sở Jemulpo của Đại học Incheon)               | 제물포 (인천대학교 제물포캠퍼스) | 濟物浦     | ｜               | ●                | ●        | Không có dịch vụ | Không có dịch vụ |                                                                          | 1.0         | 102.7            | Incheon     | Michuhol-gu     |
| Tuyến Gyeongin                 | 159   | Dowon                                                     | 도원                             | 桃源       | ｜               | ｜               | ●        | Không có dịch vụ | Không có dịch vụ |                                                                          | 1.4         | 104.1            | Incheon     | Dong-gu         |
| Tuyến Gyeongin                 | 160   | Dongincheon                                               | 동인천                           | 東仁川     | ●                | ●                | ●        | Không có dịch vụ | Không có dịch vụ |                                                                          | 1.2         | 105.3            | Incheon     | Jung-gu         |
| Tuyến Gyeongin                 | 161   | Incheon                                                   | 인천                             | 仁川       |                  |                  | ●        | Không có dịch vụ | Không có dịch vụ | (K272)                                                                   | 1.9         | 107.2            | Incheon     | Jung-gu         |

### Tuyến Gyeongbu, Tuyến Janghang (Đại học Kwangwoon ↔ Seodongtan·Cheonan·Sinchang, Tốc hành Cheongnyangni ↔ Cheonan·Sinchang)
| Tuyến          | Số ga | Tên ga                                                | Tên ga                | Tên ga         | Tốc hành | Tốc hành | Chuyển tuyến                                                         | Khoảng cách | Tổng khoảng cách | Vị trí            | Vị trí        |
| Tuyến          | Số ga | Tiếng Anh                                             | Hangul                | Hanja          | GB A     | GB B     | Chuyển tuyến                                                         | Khoảng cách | Tổng khoảng cách | Vị trí            | Vị trí        |
| -------------- | ----- | ----------------------------------------------------- | --------------------- | -------------- | -------- | -------- | -------------------------------------------------------------------- | ----------- | ---------------- | ----------------- | ------------- |
| △ Sindorim     |       |                                                       |                       |                |          |          |                                                                      |             |                  |                   |               |
| Tuyến Gyeongbu | 141   | Guro                                                  | 구로                  | 九老           | ●        | ｜       | (Tuyến Gyeongin) (Hướng đi Incheon)                                  | 1.1         | 80.2             | Seoul             | Guro-gu       |
| Tuyến Gyeongbu | P142  | Phức hợp kỹ thuật số Gasan                            | 가산디지털단지        | 加山디지털團地 | ●        | ｜       | (746)                                                                | 2.4         | 82.6             | Seoul             | Geumcheon-gu  |
| Tuyến Gyeongbu | P143  | Doksan                                                | 독산                  | 禿山           | ｜       | ｜       |                                                                      | 2.0         | 84.6             | Seoul             | Geumcheon-gu  |
| Tuyến Gyeongbu | P144  | Văn phòng Geumcheon-gu                                | 금천구청              | 衿川區廳       | ●        | ●        | (Hướng đi Gwangmyeong)                                               | 1.2         | 85.8             | Seoul             | Geumcheon-gu  |
| Tuyến Gyeongbu | P145  | Seoksu                                                | 석수                  | 石水           | ｜       | ｜       |                                                                      | 2.3         | 88.1             | Gyeonggi-do       | Anyang-si     |
| Tuyến Gyeongbu | P146  | Gwanak (Công viên nghệ thuật Anyang)                  | 관악 (안양예술공원)   | 冠岳           | ｜       | ｜       |                                                                      | 1.9         | 90.0             | Gyeonggi-do       | Anyang-si     |
| Tuyến Gyeongbu | P147  | Anyang                                                | 안양                  | 安養           | ●        | ●        |                                                                      | 2.4         | 92.4             | Gyeonggi-do       | Anyang-si     |
| Tuyến Gyeongbu | P148  | Myeonghak (Đại học Sungkyul)                          | 명학 (성결대학교)     | 鳴鶴           | ｜       | ｜       |                                                                      | 2.2         | 94.6             | Gyeonggi-do       | Anyang-si     |
| Tuyến Gyeongbu | P149  | Geumjeong                                             | 금정                  | 衿井           | ●        | ｜       | (443)                                                                | 1.4         | 96.0             | Gyeonggi-do       | Gunpo-si      |
| Tuyến Gyeongbu | P150  | Gunpo                                                 | 군포                  | 軍浦           | ｜       | ●        |                                                                      | 2.2         | 98.2             | Gyeonggi-do       | Gunpo-si      |
| Tuyến Gyeongbu | P151  | Dangjeong (Đại học Hansei)                            | 당정 (한세대)         | 堂井           | ｜       | ｜       |                                                                      | 1.2         | 99.8             | Gyeonggi-do       | Gunpo-si      |
| Tuyến Gyeongbu | P152  | Uiwang (Đại học Giao thông Vận tải Quốc gia Hàn Quốc) | 의왕 (한국교통대학교) | 義王           | ●        | ●        |                                                                      | 3.0         | 102.4            | Gyeonggi-do       | Uiwang-si     |
| Tuyến Gyeongbu | P153  | Đại học Sungkyunkwan                                  | 성균관대              | 成均館大       | ●        | ●        |                                                                      | 2.9         | 105.3            | Gyeonggi-do       | Suwon-si      |
| Tuyến Gyeongbu | P154  | Hwaseo                                                | 화서                  | 華西           | ｜       | ｜       |                                                                      | 2.6         | 107.9            | Gyeonggi-do       | Suwon-si      |
| Tuyến Gyeongbu | P155  | Suwon                                                 | 수원                  | 水原           | ●        | ●        | (K245)                                                               | 2.1         | 110.0            | Gyeonggi-do       | Suwon-si      |
| Tuyến Gyeongbu | P156  | Seryu                                                 | 세류                  | 細柳           | ｜       | ｜       |                                                                      | 2.9         | 112.9            | Gyeonggi-do       | Suwon-si      |
| Tuyến Gyeongbu | P157  | Byeongjeom (Đại học Hanshin)                          | 병점 (한신대)         | 餠店           | ●        | ●        | (Hướng đi Seodongtan)                                                | 4.3         | 117.2            | Gyeonggi-do       | Hwaseong-si   |
| Tuyến Gyeongbu | P158  | Sema                                                  | 세마                  | 洗馬           | ｜       | ｜       |                                                                      | 2.4         | 119.6            | Gyeonggi-do       | Osan-si       |
| Tuyến Gyeongbu | P159  | Đại học Osan                                          | 오산대                | 烏山大         | ｜       | ｜       |                                                                      | 2.7         | 122.3            | Gyeonggi-do       | Osan-si       |
| Tuyến Gyeongbu | P160  | Osan                                                  | 오산                  | 烏山           | ●        | ●        |                                                                      | 2.7         | 125.0            | Gyeonggi-do       | Osan-si       |
| Tuyến Gyeongbu | P161  | Jinwi                                                 | 진위                  | 振威           | ｜       | ｜       |                                                                      | 4.0         | 129.0            | Gyeonggi-do       | Pyeongtaek-si |
| Tuyến Gyeongbu | P162  | Songtan                                               | 송탄                  | 松炭           | ｜       | ｜       |                                                                      | 3.8         | 132.8            | Gyeonggi-do       | Pyeongtaek-si |
| Tuyến Gyeongbu | P163  | Seojeongni (Đại học Kookje)                           | 서정리 (국제대학)     | 西井里         | ●        | ●        |                                                                      | 2.2         | 135.0            | Gyeonggi-do       | Pyeongtaek-si |
| Tuyến Gyeongbu | P164  | PyeongtaekJije (Đại học Quốc gia Hankyeong)           | 평택지제 (한경국립대) | 平澤芝制       | ｜       | ｜       | Đường sắt cao tốc Suseo                                              | 4.8         | 139.8            | Gyeonggi-do       | Pyeongtaek-si |
| Tuyến Gyeongbu | P165  | Pyeongtaek                                            | 평택                  | 平澤           | ●        | ●        |                                                                      | 3.7         | 143.5            | Gyeonggi-do       | Pyeongtaek-si |
| Tuyến Gyeongbu | P166  | Seonghwan                                             | 성환                  | 成歡           | ●        | ●        |                                                                      | 9.4         | 152.9            | Chungcheongnam-do | Cheonan-si    |
| Tuyến Gyeongbu | P167  | Jiksan                                                | 직산                  | 稷山           | ｜       | ｜       |                                                                      | 5.4         | 158.3            | Chungcheongnam-do | Cheonan-si    |
| Tuyến Gyeongbu | P168  | Dujeong                                               | 두정                  | 斗井           | ●        | ●        |                                                                      | 3.8         | 162.1            | Chungcheongnam-do | Cheonan-si    |
| Tuyến Gyeongbu | P169  | Cheonan                                               | 천안                  | 天安           | ●        | ●        | Tuyến Gyeongbu                                                       | 3.0         | 165.1            | Chungcheongnam-do | Cheonan-si    |
| Tuyến Janghang | P170  | Bongmyeong                                            | 봉명                  | 鳳鳴           | ●        | ●        |                                                                      | 1.5         | 166.6            | Chungcheongnam-do | Cheonan-si    |
| Tuyến Janghang | P171  | Ssangyong (Đại học Nazarene Hàn Quốc)                 | 쌍용(나사렛대)        | 雙龍(나사렛大) | ●        | ●        |                                                                      | 1.5         | 168.1            | Chungcheongnam-do | Cheonan-si    |
| Tuyến Janghang | P172  | Asan (Đại học Sunmun)                                 | 아산 (선문대)         | 牙山           | ●        | ●        | Đường sắt cao tốc Gyeongbu Đường sắt cao tốc Honam (Ga Cheonan-Asan) | 1.6         | 169.6            | Chungcheongnam-do | Asan-si       |
| Tuyến Janghang | P173  | Tangjeong                                             | 탕정                  | 湯井           | ●        | ●        |                                                                      | 1.8         | 171.4            | Chungcheongnam-do | Asan-si       |
| Tuyến Janghang | P174  | Baebang                                               | 배방                  | 排芳           | ●        | ●        |                                                                      | 3.1         | 174.5            | Chungcheongnam-do | Asan-si       |
| Tuyến Janghang | P176  | Onyangoncheon                                         | 온양온천              | 溫陽溫泉       | ●        | ●        | Tuyến Janghang                                                       | 4.9         | 179.4            | Chungcheongnam-do | Asan-si       |
| Tuyến Janghang | P177  | Sinchang (Đại học Soonchunhyang)                      | 신창(순천향대)        | 新昌(順天鄕大) | ●        | ●        |                                                                      | 5.1         | 184.5            | Chungcheongnam-do | Asan-si       |

### Tuyến cao tốc Gyeongbu
| Số ga  | Tên ga                 | Tên ga   | Tên ga   | Chuyển tuyến                     | Khoảng cách | Tổng khoảng cách | Vị trí      | Vị trí         |
| Số ga  | Tiếng Anh              | Hangul   | Hanja    | Chuyển tuyến                     | Khoảng cách | Tổng khoảng cách | Vị trí      | Vị trí         |
| ------ | ---------------------- | -------- | -------- | -------------------------------- | ----------- | ---------------- | ----------- | -------------- |
| P144   | Văn phòng Geumcheon-gu | 금천구청 | 衿川區廳 | (Hướng đi Seodongtan · Sinchang) | 1.2         | 86.7             | Seoul       | Geumcheon-gu   |
| P144-1 | Gwangmyeong            | 광명     | 光明     | Đường sắt cao tốc Gyeongbu       | 4.7         | 91.4             | Gyeonggi-do | Gwangmyeong-si |

### Tuyến Depot Byeongjeom
| Số ga  | Tên ga                       | Tên ga       | Tên ga | Chuyển tuyến        | Khoảng cách | Tổng khoảng cách | Vị trí      | Vị trí      |
| Số ga  | Tiếng Anh                    | Hangul       | Hanja  | Chuyển tuyến        | Khoảng cách | Tổng khoảng cách | Vị trí      | Vị trí      |
| ------ | ---------------------------- | ------------ | ------ | ------------------- | ----------- | ---------------- | ----------- | ----------- |
| P157   | Byeongjeom (Đại học Hanshin) | 병점(한신대) | 餅店   | (Hướng đi Sinchang) | 4.3         | 117.2            | Gyeonggi-do | Hwaseong-si |
| P157-1 | Seodongtan                   | 서동탄       | 西東灘 |                     | 2.2         | 119.4            | Gyeonggi-do | Osan-si     |

## Ga trung chuyển
- 111 Ga Hoeryong -  Tuyến Uijeongbu
- 113 Ga Dobongsan -  Tuyến 7
- 116 Ga Chang-dong -  Tuyến 4
- 119 Ga Đại học Kwangwoon -  Tuyến Gyeongchun Tuyến nhánh (Đại học Kwangwoon~Sangbong~Chuncheon): 2 chuyến/ngày trong giờ cao điểm vào các ngày trong tuần.
- 120 Ga Seokgye -  Tuyến 6
- 123 Ga Hoegi -  Tuyến Gyeongui–Jungang Tuyến chính (Munsan~Yongsan~Jipyeong) /  Tuyến Gyeongchun Tuyến chính (Cheongnyangni~Sangbong~Chuncheon): 12 chuyến/ngày vào các ngày trong tuần, 10 chuyến/ngày vào cuối tuần
- 124 Ga Cheongnyangni -  Tuyến Gyeongui–Jungang Tuyến chính (Munsan~Yongsan~Jipyeong) /  Tuyến Gyeongchun Tuyến chính (Cheongnyangni~Sangbong~Chuncheon): 12 chuyến/ngày vào các ngày trong tuần, 10 chuyến/ngày vào cuối tuần /  Tuyến Suin–Bundang: 9 chuyến/ngày vào các ngày trong tuần, 5 chuyến/ngày vào cuối tuần
- 126 Ga Sinseol-dong -  Tuyến 2 Tuyến nhánh Seongsu /  Tuyến Ui-Sinseol
- 127 Ga Dongmyo -  Tuyến 6
- 128 Ga Dongdaemun -  Tuyến 4
- 130 Ga Jongno 3(sam)-ga -  Tuyến 3 /  Tuyến 5
- 132 Ga Tòa thị chính -   Tuyến 2 Tuyến chính (Tuyến vòng)
- 133 Ga Seoul -  Tuyến 4 /  Đường sắt sân bay /  Tuyến Gyeongui–Jungang Tuyến chính (Munsan~Seoul): Không thể chuyển trực tiếp đến Tuyến Gyeongui–Jungang
- 135 Ga Yongsan -  Tuyến Gyeongui–Jungang Tuyến chính (Munsan~Yongsan~Jipyeong)
- 136 Ga Noryangjin -  Tuyến 9
- 137 Ga Daebang -  Tuyến Sillim
- 138 Ga Singil -  Tuyến 5
- 140 Ga Sindorim -  Tuyến 2 Tuyến chính (Tuyến vòng) và Tuyến nhánh Sinjeong
- 141 Ga Guro -  Tuyến 1 (Ga nối Tuyến Gyeongin-Tuyến Gyeongbu)
- 145 Ga Onsu -  Tuyến 7
- 147 Ga Sosa -  Tuyến Seohae
- 152 Ga Bupyeong -  Incheon tuyến 1
- 156 Ga Juan -  Incheon tuyến 2
- 161 Ga Incheon -  Tuyến Suin–Bundang
- P142 Ga Phức hợp kỹ thuật số Gasan -  Tuyến 7
- P144 Ga Văn phòng Geumcheon-gu -  Tuyến 1 (Ga nối Tuyến Gyeongbu-Tàu đưa đón Gwangmyeong)
- P149 Ga Geumjeong -  Tuyến 4
- P155 Ga Suwon -  Tuyến Suin–Bundang
- P157 Ga Byeongjeom -  Tuyến 1 (Ga nối Tuyến Gyeongbu-Tuyến Depot Byeongjeom)

## Vị trí
| Vận hành | Vị trí | Vị trí | Đoạn | Số ga |
| Tuyến Gyeongin/Gyeongwon (bao gồm tất cả các đoạn của Tuyến tàu điện ngầm Seoul số 1 và một số đoạn của Tuyến Gyeongbu) | Tuyến Gyeongin/Gyeongwon (bao gồm tất cả các đoạn của Tuyến tàu điện ngầm Seoul số 1 và một số đoạn của Tuyến Gyeongbu) | Tuyến Gyeongin/Gyeongwon (bao gồm tất cả các đoạn của Tuyến tàu điện ngầm Seoul số 1 và một số đoạn của Tuyến Gyeongbu) | Tuyến Gyeongin/Gyeongwon (bao gồm tất cả các đoạn của Tuyến tàu điện ngầm Seoul số 1 và một số đoạn của Tuyến Gyeongbu) | Tuyến Gyeongin/Gyeongwon (bao gồm tất cả các đoạn của Tuyến tàu điện ngầm Seoul số 1 và một số đoạn của Tuyến Gyeongbu) |
| --- | --- | --- | --- | --- |
| Tổng công ty Đường sắt Hàn Quốc (Trụ sở chính Seoul /Nhóm quản lý khu vực phía Đông khu vực đô thị)                     | Gyeonggi-do | Yeoncheon-gun | Yeoncheon (100-3) ~ Cheongsan (100-1)                                                                                   | 3 |
| Tổng công ty Đường sắt Hàn Quốc (Trụ sở chính Seoul /Nhóm quản lý khu vực phía Đông khu vực đô thị)                     | Gyeonggi-do | Dongducheon-si | Soyosan (100) ~ Jihaeng (104)                                                                                           | 5 |
| Tổng công ty Đường sắt Hàn Quốc (Trụ sở chính Seoul /Nhóm quản lý khu vực phía Đông khu vực đô thị)                     | Gyeonggi-do | Yangju-si | Deokjeong (105) ~ Yangju (107)                                                                                          | 3 |
| Tổng công ty Đường sắt Hàn Quốc (Trụ sở chính Seoul /Nhóm quản lý khu vực phía Đông khu vực đô thị)                     | Gyeonggi-do | Uijeongbu-si | Nogyang (108) ~ Mangwolsa (112)                                                                                         | 5 |
| Tổng công ty Đường sắt Hàn Quốc (Trụ sở chính Seoul /Nhóm quản lý khu vực phía Đông khu vực đô thị)                     | Seoul | Dobong-gu | Dobongsan (113) ~ Nokcheon (117)                                                                                        | 5 |
| Tổng công ty Đường sắt Hàn Quốc (Trụ sở chính Seoul /Nhóm quản lý khu vực phía Đông khu vực đô thị)                     | Seoul | Nowon-gu | Wolgye (118) ~ Seokgye (120)                                                                                            | 3 |
| Tổng công ty Đường sắt Hàn Quốc (Trụ sở chính Seoul /Nhóm quản lý khu vực phía Đông khu vực đô thị)                     | Seoul | Dongdaemun-gu | Sinimun (121) ~ Hoegi (123)                                                                                             | 3 |
| Tổng công ty Vận tải Seoul (Đoạn Tàu điện ngầm Seoul tuyến 1)                                                           | Seoul | Dongdaemun-gu | Ga ngầm Cheongnyangni (124) ~ Sinseol-dong (126)                                                                        | 3 |
| Tổng công ty Vận tải Seoul (Đoạn Tàu điện ngầm Seoul tuyến 1)                                                           | Seoul | Jongno-gu | Dongmyo (127) ~ Jonggak (131)                                                                                           | 5 |
| Tổng công ty Vận tải Seoul (Đoạn Tàu điện ngầm Seoul tuyến 1)                                                           | Seoul | Jung-gu | Tòa thị chính (132) ~ Ga ngầm Seoul (133)                                                                               | 2 |
| Tổng công ty Đường sắt Hàn Quốc (Trụ sở chính Seoul)                                                                    | Seoul | Yongsan-gu | Namyeong (134) ~ Yongsan (135)                                                                                          | 2 |
| Tổng công ty Đường sắt Hàn Quốc (Trụ sở chính khu vực đô thị)                                                           | Seoul | Dongjak-gu | Noryangjin (136) | 1 |
| Tổng công ty Đường sắt Hàn Quốc (Trụ sở chính khu vực đô thị)                                                           | Seoul | Yeongdeungpo-gu | Daebang (137) ~ Yeongdeungpo (139)                                                                                      | 3 |
| Tổng công ty Đường sắt Hàn Quốc (Trụ sở chính khu vực đô thị)                                                           | Seoul | Guro-gu | Sindorim (140) ~ Onsu (145)                                                                                             | 6 |
| Tổng công ty Đường sắt Hàn Quốc (Trụ sở chính khu vực đô thị)                                                           | Gyeonggi-do | Bucheon-si | Yeokgok (146) ~ Songnae (150)                                                                                           | 5 |
| Tổng công ty Đường sắt Hàn Quốc (Trụ sở chính khu vực đô thị)                                                           | Incheon | Bupyeong-gu | Bugae (151) ~ Dongam (154)                                                                                              | 4 |
| Tổng công ty Đường sắt Hàn Quốc (Trụ sở chính khu vực đô thị)                                                           | Incheon | Namdong-gu | Ganseok (155) | 1 |
| Tổng công ty Đường sắt Hàn Quốc (Trụ sở chính khu vực đô thị)                                                           | Incheon | Michuhol-gu | Juan (156) ~ Jemulpo (158)                                                                                              | 3 |
| Tổng công ty Đường sắt Hàn Quốc (Trụ sở chính khu vực đô thị)                                                           | Incheon | Dong-gu | Dowon (159) | 1 |
| Tổng công ty Đường sắt Hàn Quốc (Trụ sở chính khu vực đô thị)                                                           | Incheon | Jung-gu | Dongincheon (160) ~ Incheon (161)                                                                                       | 2 |
| Đoạn Tuyến Gyeongbu/Janghang (Phía nam ga Guro)                                                                         | | | | |
| Tổng công ty Đường sắt Hàn Quốc (Trụ sở chính khu vực đô thị)                                                           | Seoul | Geumcheon-gu | Phức hợp kỹ thuật số Gasan (P142) ~ Văn phòng Geumcheon-gu (P144)                                                       | 3 |
| Tổng công ty Đường sắt Hàn Quốc (Trụ sở chính khu vực đô thị)                                                           | Gyeonggi-do | Anyang-si | Seoksu (P145) ~ Myeonghak (P148)                                                                                        | 4 |
| Tổng công ty Đường sắt Hàn Quốc (Trụ sở chính khu vực đô thị)                                                           | Gyeonggi-do | Gunpo-si | Geumjeong (P149) ~ Dangjeong (P151)                                                                                     | 3 |
| Tổng công ty Đường sắt Hàn Quốc (Trụ sở chính khu vực đô thị)                                                           | Gyeonggi-do | Uiwang-si | Uiwang (P152) | 1 |
| Tổng công ty Đường sắt Hàn Quốc (Trụ sở chính khu vực đô thị)                                                           | Gyeonggi-do | Suwon-si | Đại học Sungkyunkwan (P153) ~ Seryu (P156)                                                                              | 4 |
| Tổng công ty Đường sắt Hàn Quốc (Trụ sở chính khu vực đô thị)                                                           | Gyeonggi-do | Hwaseong-si | Byeongjeom (P157) | 4 |
| Tổng công ty Đường sắt Hàn Quốc (Trụ sở chính khu vực đô thị)                                                           | Gyeonggi-do | Osan-si | Sema (P158) ~ Osan (P160)                                                                                               | 3 |
| Tổng công ty Đường sắt Hàn Quốc (Trụ sở chính khu vực đô thị)                                                           | Gyeonggi-do | Pyeongtaek-si | Jinwi (P161) ~ Pyeongtaek (P165)                                                                                        | 5 |
| Tổng công ty Đường sắt Hàn Quốc (Trụ sở chính Daejeon-Chungcheong)                                                      | Chungcheongnam-do | Cheonan-si | Seonghwan (P166) ~ Ssangyong (P171)                                                                                     | 6 |
| Tổng công ty Đường sắt Hàn Quốc (Trụ sở chính Daejeon-Chungcheong)                                                      | Chungcheongnam-do | Asan-si | Asan (P172) ~ Sinchang (P177)                                                                                           | 5 |
| Tuyến tốc hành Gyeongbu                                                                                                 | | | | |
| Tổng công ty Đường sắt Hàn Quốc (Trụ sở chính khu vực đô thị)                                                           | Gyeonggi-do | Gwangmyeong-si | Gwangmyeong (P144-1) | 1 |
| Tuyến Depot Byeongjeom                                                                                                  | | | | |
| Tổng công ty Đường sắt Hàn Quốc (Trụ sở chính khu vực đô thị)                                                           | Gyeonggi-do | Osan-si | Seodongtan (P157-1) | 1 |

## Toa xe

### Hiện tại

#### Tổng công ty Vận tải Seoul
- Dòng Seoul Metro 1000
  - Điện trở điều khiển xe điện (lô 2) (từ 1988)
  - VVVF biến tần điều khiển xe điện (từ 1999)

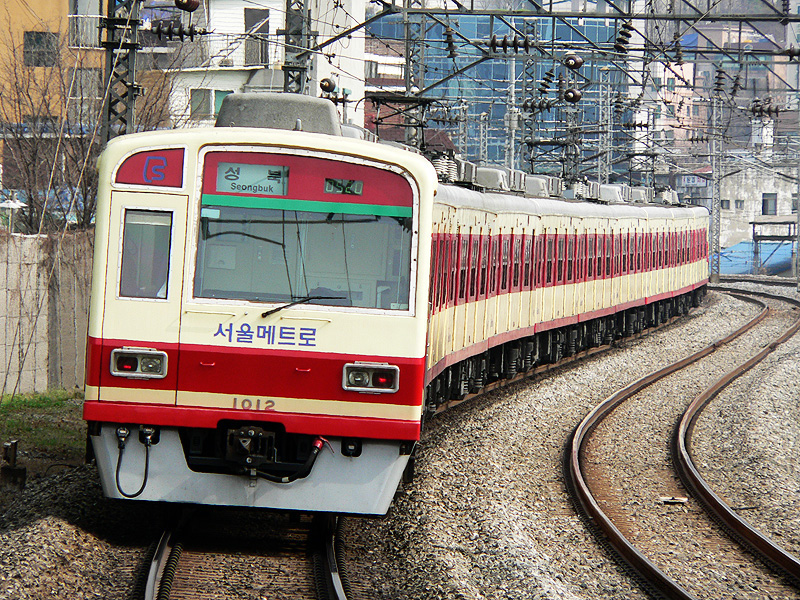
Dòng Seoul Metro 1000 điện trở kiểm soát EMU (lô 2)
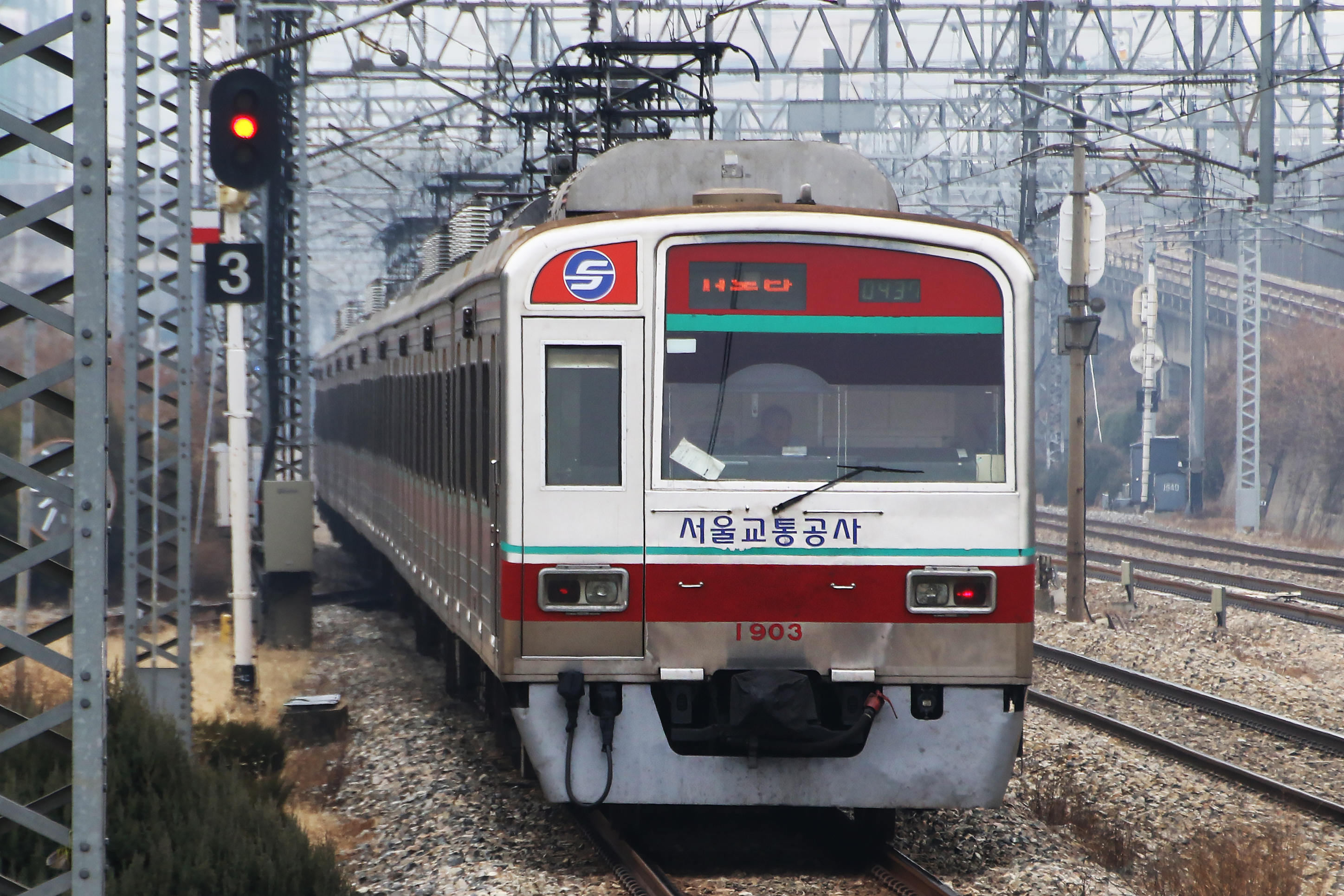
Dòng Seoul Metro 1000 VVVF biến tần điều khiển EMU

#### Korail
- Korail Class 1000 (lô 2, 3) (từ 1988)
- Korail Class 311000 (từ 1996)
- Korail Class 319000 (cho vòng Gwangmyeong) (từ 2006)

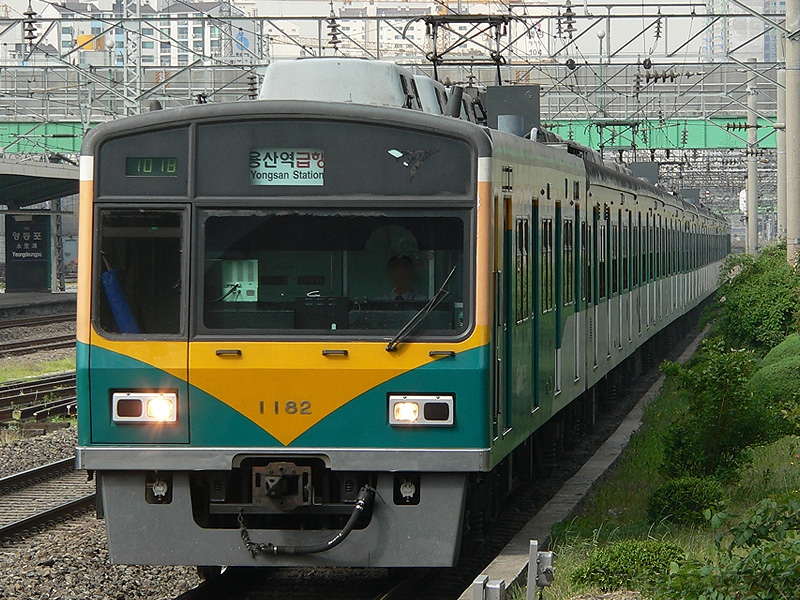
Korail Class 1000 (lô 2) màu truyền thống
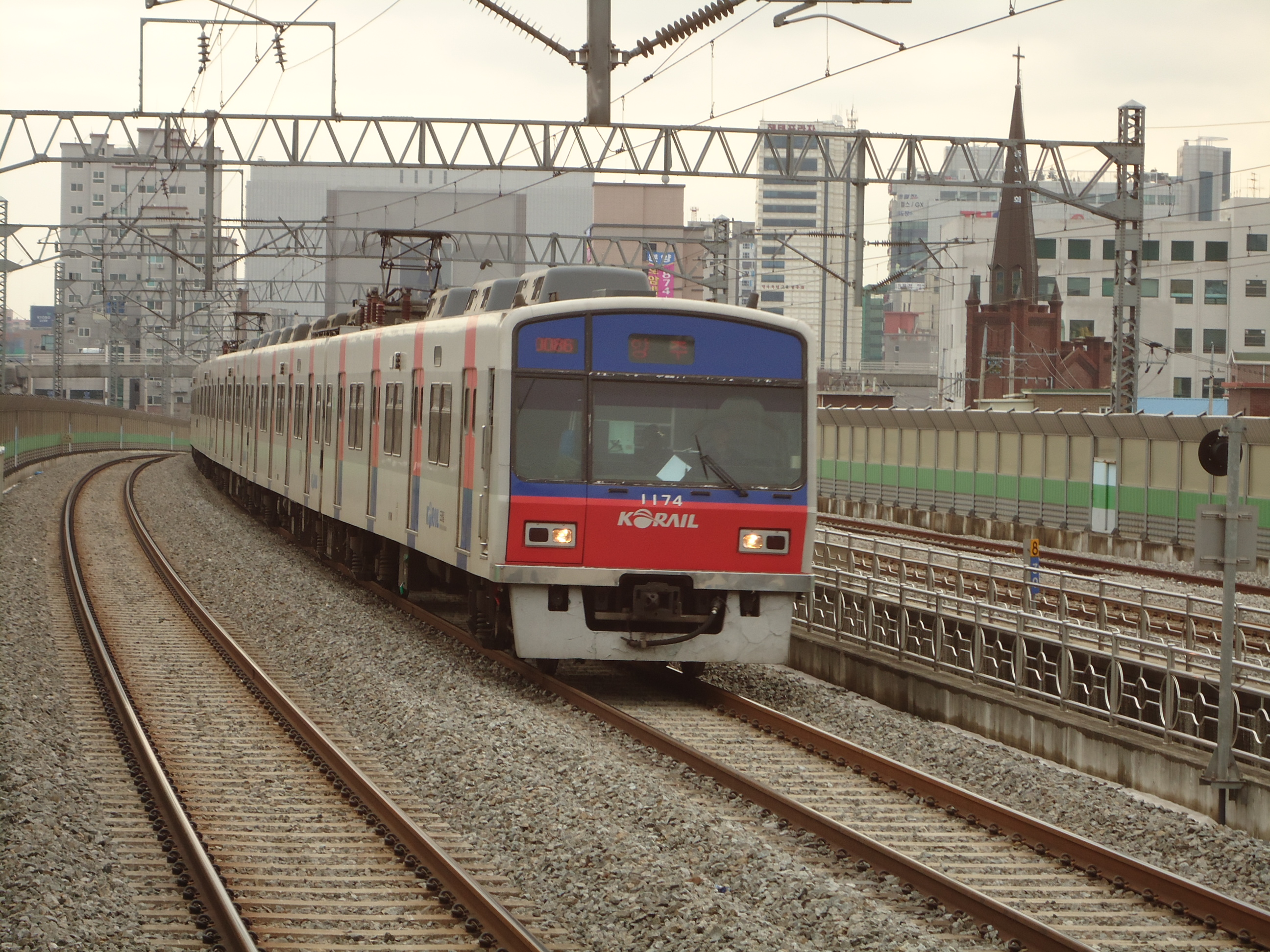
Korail Class 1000 (lô 3h) màu mới
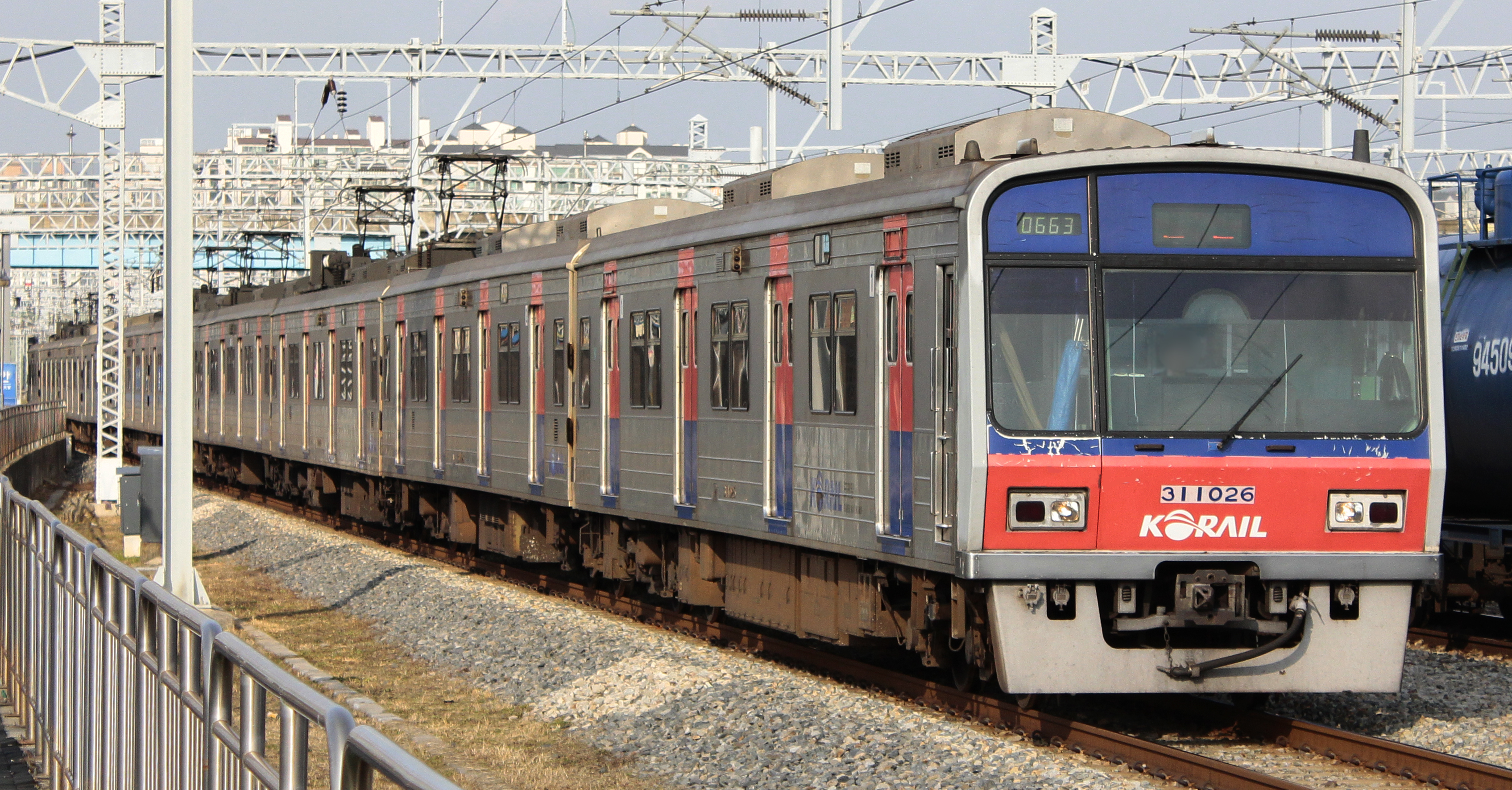
Korail Class 311000 (lô 2)
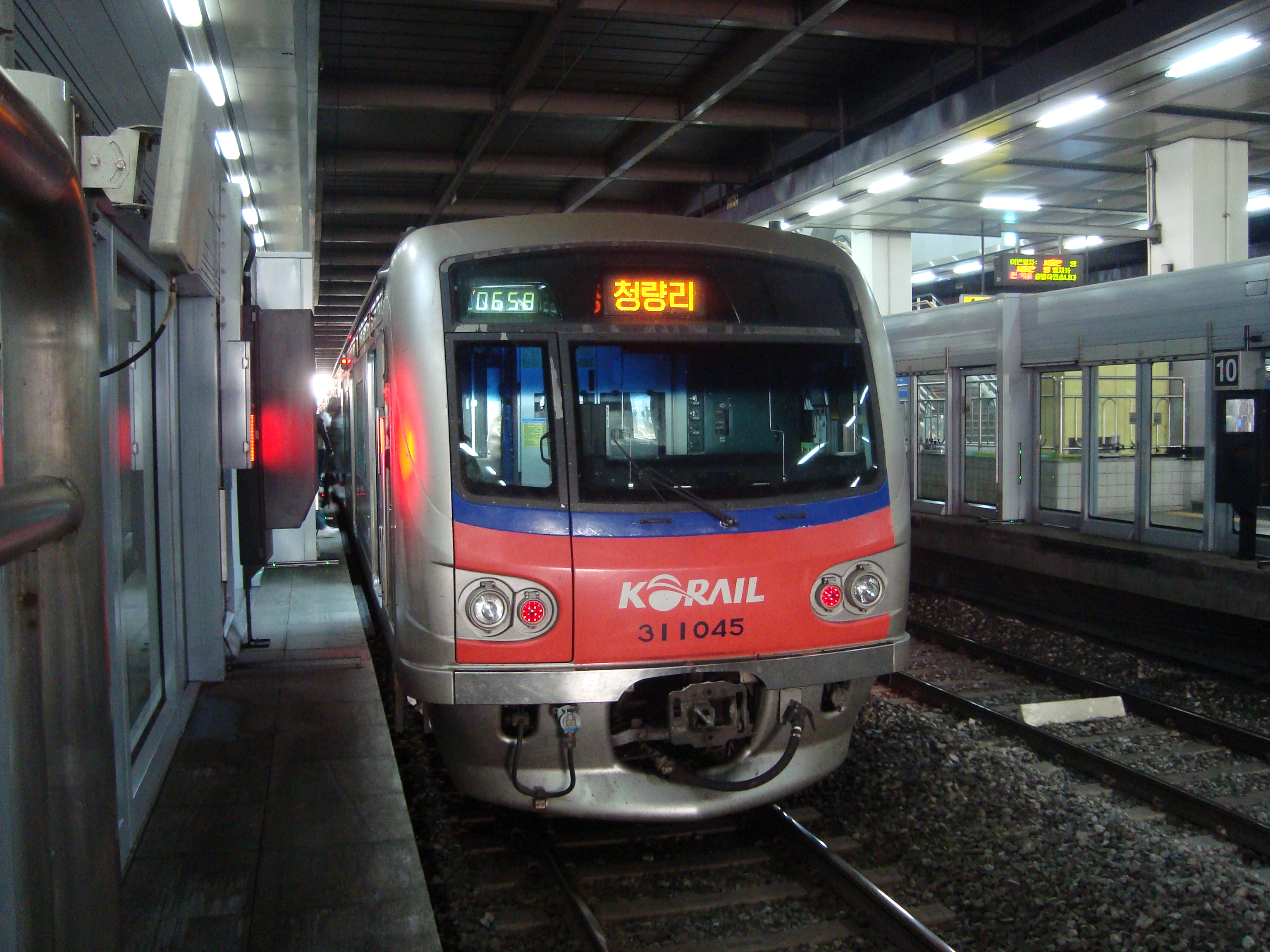
Korail Class 311000 (lô 3)
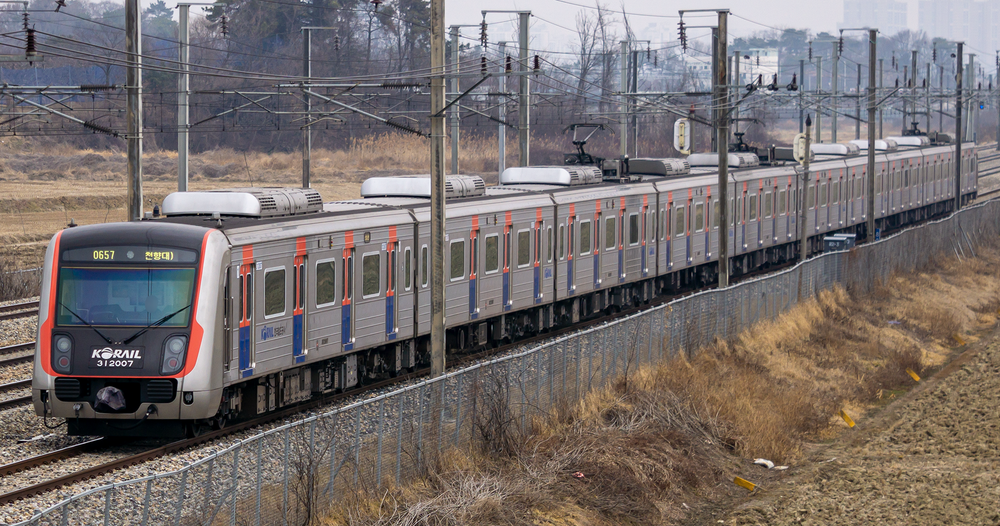
Korail Class 311000 (lô 12)
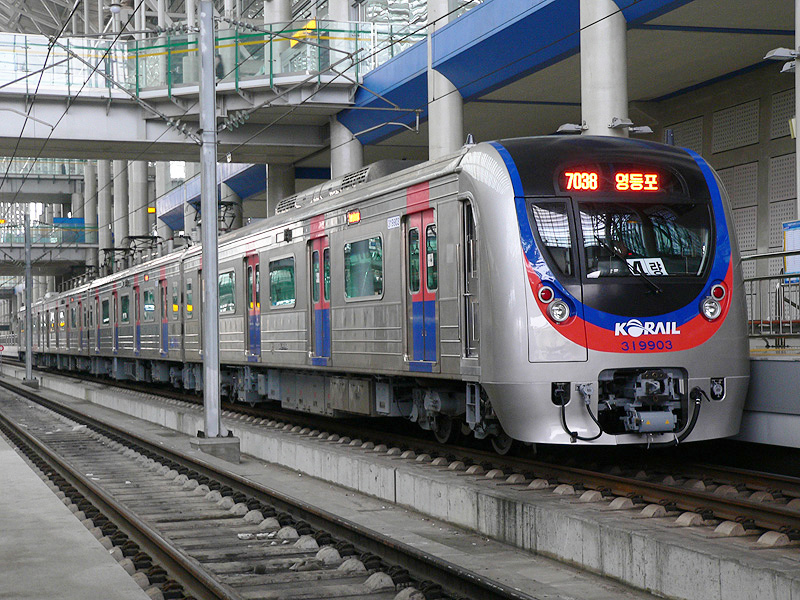
Korail Class 319000

### Trước đây

#### Tổng công ty Vận tải Seoul
- Dòng Seoul Metro 1000
  - Điện trở điều khiển xe điện (lô 1) (từ 1974 đến 1999)

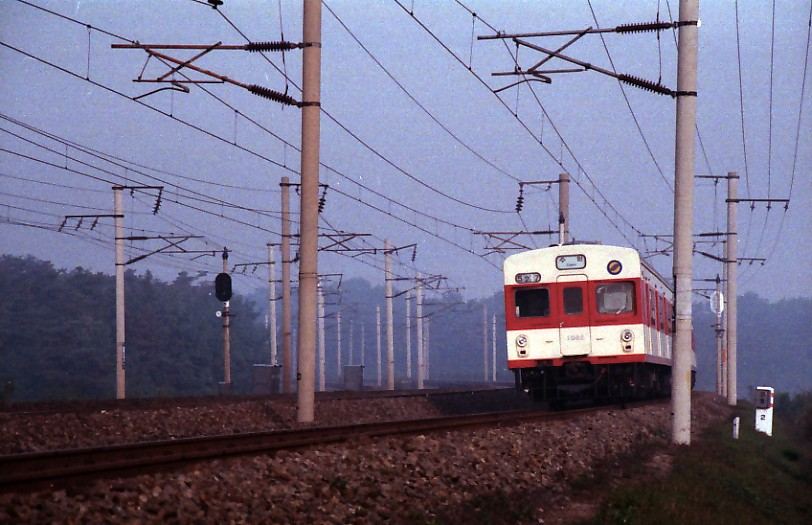
Dòng Seoul Metro 1000 (lô xe 1) trên Tuyến Gyeongbu, tháng 10 năm 1988

#### Korail
- Korail Class 1000 (lô 1) (từ 1974 đến 2004)

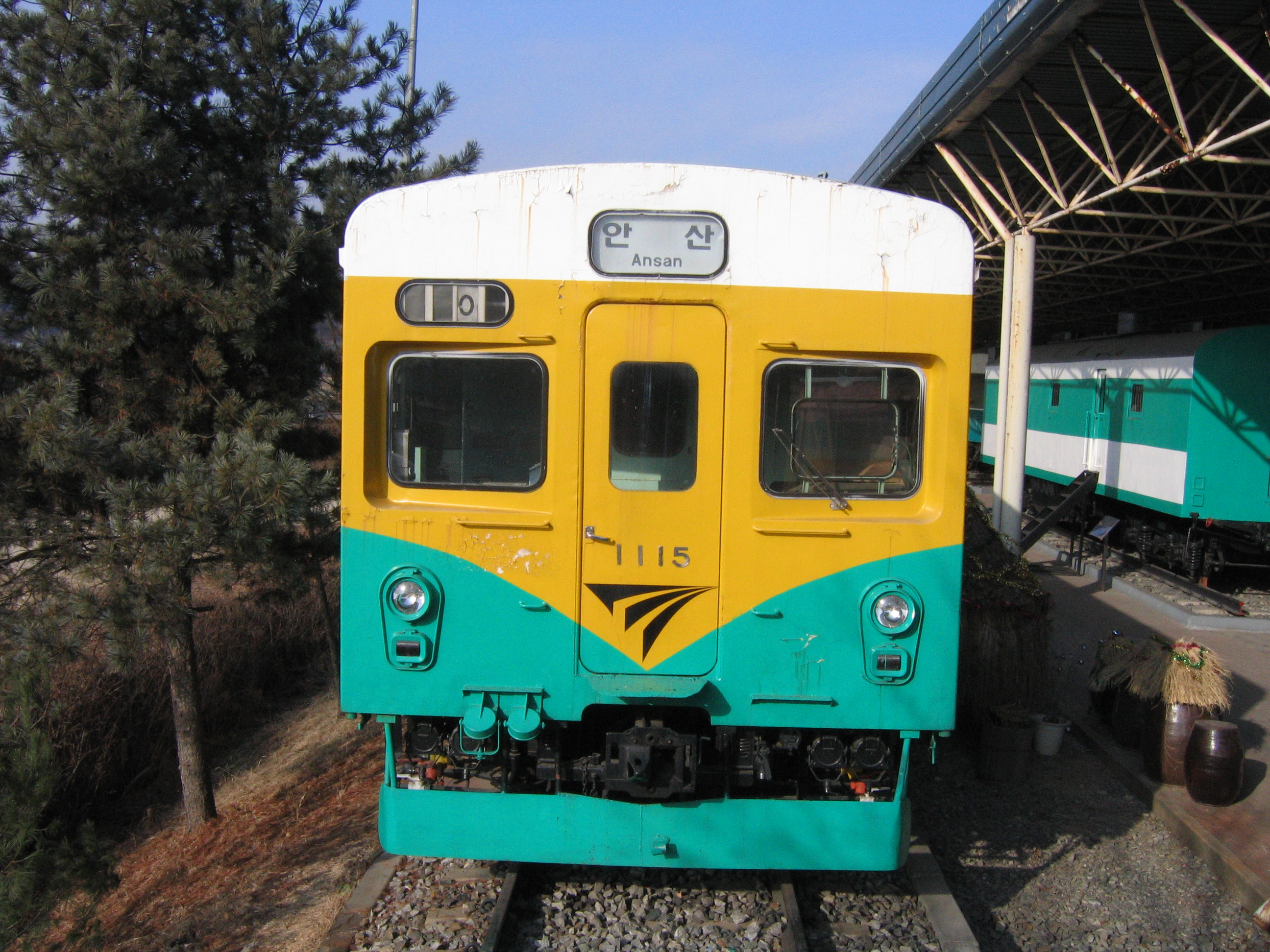
Bảo quản Korail Class 1000 (lô xe 1), tháng 1 năm 2009

## Depot và cơ sở
- Hộp tín hiệu Majeon giữa Ga Deokye và Yangju
- Kho Chang-dong (chia sẻ với Tuyến 4)
- Kho Seongbuk
- Kho Imun
- Kho Guro
- Kho Siheung (thực ra sau Ga Oido trên Tuyến 4, còn được sử dụng để bao trì nặng trên Tuyến 1 quản lý bởi Korail, giao nhau tại đường chéo sau Ga Geumjeong)
- Kho Byeongjeom

## Văn hóa đại chúng
Tàu điện ngầm Seoul tuyến 1 là bối cảnh và nguồn cảm hứng cho nhóm nhạc rock Hàn Quốc, Tuyến số 1 (Âm nhạc), bởi đoàn nhạc kịch Hakchon dựa trên vở nhạc kịch Đức, Linie 1 bởi Volker Ludwig.

## Liên kết
- Bản đồ, ga và tìm đường Lưu trữ ngày 14 tháng 4 năm 2012 tại Wayback Machine
- UrbanRail.Net Lưu trữ ngày 30 tháng 8 năm 2005 tại Wayback Machine